# Bataille de Blumenau
Guerre austro-prussienne
Batailles
- front austro-prussien

- Hühnerwasser
- Podol
- Trautenau
- Nachod
- Langensalza
- Oswiecim
- Münchengrätz
- Soor
- Skalitz
- Gitschin
- Königinhof
- Schweinschædel
- Sadowa (Königgrätz)
- Dermbach
- Kissingen
- Frohnhofen
- Aschaffenbourg
- Hundheim
- Blumenau
- Tauberbischofsheim
- Werbach
- Helmstadt/Uettingen
- Gerchsheim
- Uettingen/Roßbrunn/Hettstadt

- front austro-italien

- Custoza
- Val Vestino
- Cimego
- Pieve di Ledro
- Monte Nota
- Monte Suello
- Lissa
- Bezzecca
- Primolano
- Borgo
- Cimego
- Levico
- Versa

La bataille de Blumenau est la dernière bataille de la guerre austro-prussienne entre la Prusse et l'Autriche le 22 juillet 1866. Elle a lieu dans ce qui était alors la banlieue nord de Presbourg et est interrompue au milieu de la bataille en raison des négociations d'armistice. Dans le sud des états allemands, cependant, les troupes fédérales continuent à se battre jusqu'au 29 juillet contre leurs adversaires prussiens.

## Situation initiale
Après leur victoire à la bataille de Sadowa (le 3 juillet) et le refus d'une offre d'armistice autrichienne, les armées prussiennes se reposent un jour avant d'entamer leur avancée vers Vienne. Les restes de l'armée du Nord autrichienne défaite se retirent à travers la Bohême jusqu'à la ligne du Danube. L'armée de poursuite de l'Elbe occupe le 8 juillet Prague, la 1re armée marche vers Brno. Les restes vaincus de l'armée du nord autrichienne se retirent vers Vienne avec les Saxons alliés. Deux corps de l'armée impériale du Sud, qui ont précédemment combattu avec succès contre les Italiens à Custozza, reçoivent l'ordre de se rendre à Vienne pour la bataille décisive. L'archiduc Albert est nommé nouveau commandant suprême par l'empereur à la place du FZM von Benedek.
Le 18 juillet, la 2e armée du prince héritier de Prusse se trouve dans la région de Groß-Seelowitz. Le 1er corps d'armée est devant Olmütz, le 6e corps d'armée atteint Muschau (de), le corps de la Garde avec la 1re division de la Garde atteint Auspitz. Le 1er corps autrichien descend la vallée de la Waag jusqu'à Trentschin, le 7e corps est à Kosztolna et le 6e corps atteint Nemsowa au même moment. Les chefs de l'armée prussienne se rencontrent le 20 juillet sur le Marchfeld (de). Le feld-maréchal comte Thun von Hohenstein (de), commandant du 2e corps d'armée autrichien, malgré l'épuisement de ses troupes, tente d'accélérer la retraite le long de la Waag et peut atteindre l'avant-terrain nord de Bratislava le 24 juillet avec 24 bataillons, 11 escadrons et 40 pièces d'artillerie.

## La bataille
Alors que le 4e corps d'armée prussien avance sur Presbourg, une bataille s'engage le 22 juillet à Blumenau. Le général commandant von Fransecky dispose 18,5 bataillons, 24 escadrons et 78 canons. La 8e division prussienne se trouve au sud de Bisternitz, son avant-garde est avancée sur Blumenau, la 7e division atteint le château de Stampfen. La 2e division de cavalerie du général Hann von Weyhern (de) est à l'ouest de Marchegg. Les Prussiens se heurtent à une position assurée par le major général Friedrich von Mondel (de) grâce à 24 pièces d'artillerie positionnées de part et d'autre de la route de Neudorf et sur la crête dénudée. La 15e brigade d'infanterie du général von Bose avance de Bisternitz et de Mariental à travers la montagne par Mühltal (de) afin de contourner les Autrichiens. Afin d'éviter des pertes inutiles, le général von Fransecky fait attaquer pour bloquer l'adversaire et attend ensuite l'encerclement visé. La 2e division de cavalerie est appelée de Marchegg et la réserve de Zohor. La brigade autrichienne Mondel, avec 11 bataillons, 2 régiments d'uhlans et 36 canons, peut défendre la position qu'elle a prise près de Blumenau contre les attaques ennemies pendant six heures. Vers midi, des parlementaires arrivent à la hâte et annoncent une trêve de cinq jours. Les Autrichiens peuvent alors s'enfuir vers Presbourg.

## Suite de la bataille
Vienne est épargnée par la bataille et le roi de Prusse Guillaume refuse à son armée d'envahir la ville non seulement par respect pour les vaincus, mais surtout il cède à l'insistance massive de son ministre-président et plus tard chancelier Otto von Bismarck. Avec une sage prévoyance, il a deviné qu'un refus d'envahir Vienne pourrait plus tard faire des Autrichiens des alliés. L'Autriche-Hongrie est restée neutre dans la guerre franco-prussienne et devient plus tard un allié de l'Empire allemand nouvellement fondé.
Le cessez-le-feu est suivi de la paix préliminaire de Nicolsbourg le 26 juillet et le 23 août 1866 de la paix de Prague.